# Kai Cenat
Kai Carlo Cenat III (El Bronx, Nueva York, 16 de diciembre de 2001) es un streamer y YouTuber estadounidense. Es conocido por sus transmisiones en vivo y su contenido basado en la comedia que sube a YouTube. Sostiene el récord del streamer con más suscripciones de todos los tiempos en Twitch además de ser el cuarto más seguido de la plataforma, con un total de 15.4 millones de seguidores. 
Fue nombrado "Streamer del Año" en los Streamer Awards de 2023 y 2024.

## Biografía
Cenat nacido de padres caribeños; una madre de Trinidad y Tobago y un padre de Haití. Alejado de su padre, Cenat fue criado por su madre junto con sus tres hermanos: una hermana gemela llamada Kaiya, un hermano mayor llamado Devonte y un hermano menor llamado Kaleel.
Cenat asistió a la Frederick Douglass Academy para su educación secundaria. Se graduó de la escuela secundaria en 2019 y luego asistió a la Universidad Estatal de Nueva York en Morrisville el 27 de agosto de 2019 para estudiar Administración de Empresas. Finalmente, abandonó los estudios en 2020 debido a la dificultad de compaginar el trabajo escolar con la creación de contenido.

## Carrera
Cenat comenzó en 2017 creando sketches, vines y videos de comedia para sus redes sociales, pero no sería hasta el 13 de enero de 2018 que subiría su primer video a YouTube, empezando oficialmente su carrera como YouTuber, tiempo después comenzó a hacer videos de bromas y desafíos. Se unió al grupo de YouTube AMP (Any Means Possible) después de ser descubierto por el también YouTuber nacido en el Bronx, Fanum. Comenzó a aparecer regularmente en los videos del canal. En febrero de 2021, comenzó a transmitir en Twitch después de migrar desde YouTube, transmitiendo contenido de juegos y reacciones.
Cenat tuvo un papel actoral en el tráiler del sencillo "Distraction" de Polo G en junio de 2022. El 8 de mayo de 2022, Cenat lanzó su sencillo debut "Bustdown Rollie Avalanche" con NLE Choppa.
En 2022, Cenat comenzó a incluir invitados famosos en sus transmisiones, como Bobby Shmurda en abril, Lil Baby en octubre y 21 Savage en noviembre, quienes lo ayudaron a alcanzar su mayor audiencia hasta ese momento con 283,245 espectadores simultáneos en su punto máximo.
En octubre de 2022, Cenat fue nominado para los 12º Streamy Awards en las categorías de "Streamer del Año" y "Streamer Revelación", ganando el primero en diciembre.
El 31 de enero de 2023, Cenat comenzó un subathon de un mes. El 28 de febrero de 2023, se convirtió en el streamer con más suscripciones en la historia de Twitch, alcanzando los 306,621 suscriptores en su punto máximo. El 11 de marzo de 2023, Cenat ganó el premio a "Streamer del Año" en los 12º Streamer Awards.
En marzo de 2023, se informó que Cenat ganaba aproximadamente $23,280 al mes con sus transmisiones mientras dormía, lo que resultaba en un ingreso anual de $285,480. Según Streams Charts, sus transmisiones mientras dormía acumularon más de 5.6 millones de horas vistas, demostrando un gran compromiso de los espectadores durante estas transmisiones.
El 17 de abril de 2023, Cenat fue suspendido temporalmente en Twitch por razones no divulgadas, aunque eventualmente regresó, inicialmente señalando que era una prohibición permanente por error.
En mayo de 2023, Cenat anunció un programa transmitido en vivo con IShowSpeed exclusivamente en Rumble, titulado "The Kai 'N Speed Show".
En septiembre de 2023, Cenat apareció en el video musical del sencillo "Fan" de Offset junto a Fanum. En el mes siguiente, hizo su debut como director de videos musicales con el rapero estadounidense A Boogie wit da Hoodie.
El 14 de diciembre de 2023, Nicki Minaj apareció en la transmisión de Cenat, rompiendo su récord anterior de audiencia máxima en 40,000, resultando en 348,593 espectadores simultáneos.
El 8 de febrero de 2024, durante una transmisión en vivo, Cenat anunció que había firmado oficialmente con Nike, diciendo: "Me gustaría anunciar que oficialmente somos parte de la familia Nike". Se convirtió en el primer streamer en firmar con la compañía.

### Disturbios en Union Square de 2023
El 4 de agosto de 2023, Cenat anunció un sorteo de consolas PlayStation 5 y tarjetas de regalo en Union Square, Manhattan, junto con el streamer de Twitch Fanum. Miles de sus seguidores acudieron al evento improvisado, que pronto se descontroló y se convirtió en un disturbio. El Departamento de Policía de Nueva York (NYPD) movilizó fuerzas en el área cuando un gran grupo invadió un Best Buy y otros negocios de la zona. Cenat fue arrestado por la NYPD por incitar disturbios civiles; la policía también realizó otros 65 arrestos. Posteriormente, fue acusado por la NYPD de disturbios en primer grado, incitación a disturbios y asamblea ilegal. Más tarde, en mayo de 2024, el fiscal del distrito de Manhattan, Alvin Bragg, retiró los cargos contra Cenat, Denzel Dennis y Muktar Din, a cambio de una disculpa y una restitución de 57,000 dólares.

## Premios y nominaciones
| Año  | Ceremonia                       | Categoría                       | Trabajo nominado | Resultado | Ref.   |
| ---- | ------------------------------- | ------------------------------- | ---------------- | --------- | ------ |
| 2022 | 12 Premios Streamy              | Streamer del Año                | Él mismo         | Ganó      | [ 25 ] |
| 2022 | 12 Premios Streamy              | Streamer Destacado              | Él mismo         | Nominado  | [ 25 ] |
| 2023 | El Streamer del Año             | Streamer del Año                | Él mismo         | Ganó      | [ 26 ] |
| 2023 | Los Premios Esports             | Streamer del Año                | Él mismo         | Nominado  | [ 27 ] |
| 2024 | El Streamer del Año             | Streamer del Año                | Él mismo         | Ganó      | [ 28 ] |
| 2024 | El Streamer del Año             | Mejor Streamer Just Chatting    | Él mismo         | Ganó      | [ 28 ] |
| 2025 | Nickelodeon Kids' Choice Awards | Jugador de videojuegos favorito | Él mismo         | Nominado  | [ 29 ] |

## Filmografía

### Filmografía
| Año  | Título        | Rol                 | Notas              |
| ---- | ------------- | ------------------- | ------------------ |
| 2023 | Good Burger 2 | Cliente descontento | Aparición especial |

### Videos musicales
| Año  | Título            | Artistas                                                    | Rol      |
| ---- | ----------------- | ----------------------------------------------------------- | -------- |
| 2020 | "Shoot"           | Adot                                                        | Él mismo |
| 2022 | "Distraction"     | Polo G                                                      | Él mismo |
| 2022 | "Just Wanna Rock" | Lil Uzi Vert                                                | Él mismo |
| 2022 | "Plenty"          | FaZe Kaysan feat. Nardo Wick, G Herbo, Babyface Ray & BIG30 | Él mismo |
| 2023 | "Fan"             | Offset                                                      | Él mismo |